# Langues dené-ienisseïennes
Les langues dené–ienisseïennes sont le nom donné à une proposition de famille de langues qui regrouperait les langues ienisseïennes parlées en Sibérie centrale et les langues na-dené parlées en Alaska, à l'ouest du Canada et en Arizona. Elles ont été qualifiées de « première preuve d'un lien de parenté entre les familles linguistiques de l'Ancien et du Nouveau Monde qui respecte les critères de rigueur habituellement acceptés en linguistique comparative ».
Si elle s'avère correcte, cette famille serait la seule avec les langues yupik à avoir eu des représentants de part et d'autre du détroit de Béring avant l'époque moderne. Des travaux publiés à partir de 2008 semblent indiquer que les familles ienisseïenne et na-dené ont toutes deux évolué à partir d'une même proto-langue.

## Travaux précurseurs
Amateurs comme professionnels, de nombreux chercheurs en linguistique historique ont cherché à relier les différentes familles linguistiques parlées dans le monde au sein de superfamilles. Un lien entre le na-dené et les langues ienisseïennes a pour la première fois été proposée par Alfredo Trombetti (en) en 1923. Les tout premiers arguments en faveur de cette théorie sont surtout typologiques ; en particulier, les deux familles possèdent une structure agglutinante complexe de préfixes verbaux très différente de celle de la plupart des langues d'Asie.
Plus récemment, de nombreuses tentatives ont été faites pour relier à différentes familles linguistiques des isolats dont la structure verbale comporte des préfixes complexes, par exemple (en plus du na-dené et de l'ienisseïen) les langues caucasiennes du nord-ouest et du nord-est, le sumérien et le bourouchaski — au sein d'une famille controversée de membres éloignés géographiquement les uns des autres : les langues dené-caucasiennes.
Merritt Ruhlen est le premier à évoquer en 1998 dans une publication à comité de lecture l'existence d'une famille dené–iénisséïenne. Cependant, Vajda affirme que 26 des 34 correspondances proposées par Ruhlen sont des coïncidences (sans préciser lesquelles) et que seuls 8 suivent les correspondances phonétiques qu'il a établies. Michael Fortescue suggère indépendamment l'existence possible du dené-ienisseïen en 1998 dans son livre Language Relations Across the Bering Strait (cf. pages 213–215).

## Proposition d'Edward Vajda
Lors d'un séminaire en 2008 en Alaska, Edward Vajda (en) de l'Université Western Washington présente le résultat de dix années de recherche, basées sur la morphologie verbale et la reconstruction d'une proto-langue, et semblant indiquer que les familles ienisseïenne et na-dené sont apparentées. L'état des recherches sur le sujet est publié en juin 2010 (The Dene–Yeniseian Connection dans les Anthropological Papers of the University of Alaska :  (ISBN 978-0-615-43296-0)) dans un livre de 369 pages, comprenant des articles du séminaires de février 2008 ainsi que plusieurs autres contributions. En plus de l'article principal de Vajda se trouvent des données de première main sur l'évolution de la phonologie du na-dené, des critiques de divers linguistes spécialistes du domaine et des articles portant sur des thématiques transversales (archéologie, préhistoire, génétique, et folklore).
Les arguments apportés par Vajda comportent plus de 110 morphèmes cognats et une dizaine de préfixes et suffixes verbaux homologues. Il a comparé les reconstructions du proto-ienisseïen et du proto-na-dené établies avant lui, auxquelles il a ajouté des reconstructions phonétiques fondées sur le lien apparent entre les deux, reconstruisant des éléments d'un hypothétique proto-dené-ienisseïen. Il a émis l'hypothèse que les tons des langues ienisseïennes proviennent de la présence ou absence de consonnes glottales dans la coda syllabique, telles qu'elles se retrouvent encore dans les langues na-dené.
Vajda et d'autres linguistes remarquent également qu'aucune preuve claire n'a été trouvée d'une relation du haïda avec le na-dené ou l'ienisseïen (Vajda 2010b:115, Kari et Potter 2010:4). Quant à l'hypothèse plus large du dené-caucasien, Vajda n'a pas trouvé chez les autres familles qui en feraient partie le même genre de correspondances morphologiques qu'entre le ienisseïen et le na-dené ; il n'exclut pas la possibilité de preuves, mais estime que plus de travaux sont nécessaires (Vajda 2010b).
En 2011, Vajda publie une courte bibliographie annotée sur les langues dené-ienisseïennes (voir le lien ci-dessous). En mars 2012, l'Alaska Native Language Center organise un Dene-Yeniseian Workshop à l'Université de Fairbanks où sont présentés neuf articles, les premiers sur le dené-ienisseïen après la publication de 2010. Il n'est pas prévu de publier ces articles, mais les vidéos sont disponibles (voir les liens plus bas).
Les présentations de Vajda à ce séminaire étayent sa proposition par des arguments aussi bien linguistiques que non-linguistiques. Il y évoque une étude menée conjointement avec Johanna Nichols sur l'histoire des structures verbales complexes à préfixe dans les diverses familles comportant une telle morphologie, qui conclut, contrairement à l'opinion courante chez les linguistes, que de telles structures se conservent souvent avec très peu de changements sur des périodes de plusieurs milliers d'années. Cela pourrait permettre de trouver des preuves plus solides de relations généalogiques entre différentes familles que les ressemblances lexicales étudiées habituellement. Par conséquent, bien qu'il partage l'opinion courante que les preuves lexicales de relations génétiques deviennent virtuellement indétectables après environ 9000 ans de séparation linguistique, il suggère que certaines morphologies complexes pourraient rester stables au-delà de cette barrière de temps. Il note également que les reconstructions tant de l'ienisseïen que du na-dené remontent à environ 5 000 ans (un peu plus selon d'autres estimations), ce qui pourrait permettre (bien que très difficilement) de trouver assez de similarités lexicales pour reconstruire le proto-dené–ienisseïen sur une profondeur temporelle d'environ 14 000 ans.
Vajda approrte également nombre d'arguments non-linguistiques, parmi lesquelles des analyses des haplogroupes du chromosome Y et de l'ADN mitochondrial, qui sont transmis sans changement le long des lignées paternelle et maternelle respectivement, à l'exception des mutations. Son argument génétique le plus convaincant est l'haplogroupe Y-chromosomal Q1, apparu il y a environ 15 000 ans et trouvé chez pratiquement tous les Amérindiens et 90 % des Ienisseïens (Kètes), mais pratiquement nulle part ailleurs en Eurasie à l'exception des Selkoups (65 %), qui ont pratiquée l'exogamie avec les Kètes pendant plusieurs siècles. Il propose comme terre d'origine des proto-Dené-Ienisseïens l'est de la Sibérie sur les rives des fleuves Amour et Aldan. Ces peuples étaient vraisemblablement des chasseurs-cueilleurs — comme le sont toujours les Ienisseïens modernes, contrairement à la plupart des autres peuples de Sibérie (à l'exception de quelques peuples Paléo-sibériens des côtes de l'océan Pacifique ou de l'Extrême-Orient russe, et qui ne sont pas génétiquement apparentés aux Ienisseïens). Tous leurs descendants eurasiens auraient été éliminés par l'expansion des peuples éleveurs de rennes (c'est-à-dire les locuteurs des langues altaïques), sauf les actuels Ienisseïens, qui ont survécu dans les marécages du long de l'Ienissei, impropres au renne à cause des très nombreux moustiques. À l'inverse, les caribous (rennes nord-américains) n'ont jamais été domestiqués, de sorte que les actuels Na-Dené n'ont jamais été soumis à la même pression.

## Conséquence pour l'étude des langues na-dené et iénisseïennes
Certains morphèmes des langues na-dené et iénisseïennes (noms possessifs, postpositions, directionnels, préfixes démonstratifs), jugés jusque-là énigmatiques car très hétérogènes au sein de la famille na-dené, ont pu recevoir une explication grâce à la théorie dené-iénisseïenne. Ils descendraient en fait d'un connecteur possessif archaïque présent en dené-ienisseïen. Ce type d'observation pourrait en outre fournir de nouvelles perspectives à la recherche d'autres langues possiblement apparentées aux langues dené-iénisseïennes, notamment les langues tibéto-birmanes.

## Réception par la communauté scientifique
Au moment de sa publication, la proposition de Vajda a été relue favorablement par plusieurs spécialistes du na-dené et des langues ienisseïennes — bien que parfois avec prudence — parmi lesquels Michael Krauss, Jeff Leer, James Kari (en) et Heinrich Werner (en), ainsi que par plusieurs autres linguistes renommés, tels que Bernard Comrie, Johanna Nichols, Victor Golla (en), Michael Fortescue (en), Eric Hamp et Bill Poser (Kari and Potter 2010:12). Exception significative, les critiques que Lyle Campbell a faites de tous ces travaux suivies d'une réponse de Vajda publiée fin 2011, qui sous-entend que le problème n'est actuellement pas complètement résolu. D'autres commentaires ont été publiés en 2011 et 2012 par Keren Rice, Jared Diamond et Michael Dunn.
Sicoli et Holton réalisent en 2014 une analyse bayésienne à des données typologiques relatives à la phylogénie reconstruite des langues na-dené et ienisseïennes et suggèrent que la connexion dené-ienisseïenne « représente plus vraisemblablement une expansion hors de la Béringie ayant abouti à un retour en Asie centrale qu'une migration depuis l'Asie centrale ou occidentale vers l'Amérique du Nord. »,,; cette conclusion est rejetée par la suite en raison de sa méthodologie jugée non satisfaisante.
En 2015, le linguiste Paul Kiparsky apporte son soutien à l'hypothèse dené-ienisseïenne en affirmant que « le parallélisme morphologique et les similarités phonologiques entre affixes de même sens saute aux yeux, mais les indices les plus significatifs pour une telle relation sont les correspondances phonétiques que l'on peut expliquer par des correspondances régulières établies indépendamment. »
En 2023 des travaux du linguiste David Bradley (en) renforcent l'hypothèse d'un lien de parenté entre les langues déné-ienisseïennes et les langues sino-tibétaines.

## Classification
|  | tlingit                                                       |
|  |                                                               |
|  | \| \| eyak \| \| \| \| \| \| langues athapascanes \| \| \| \| |
|  |                                                               |
|  | eyak                                                          |
|  |                                                               |
|  | langues athapascanes                                          |
|  |                                                               |

|  | eyak                 |
|  |                      |
|  | langues athapascanes |
|  |                      |

|  | tlingit                                                       |
|  |                                                               |
|  | \| \| eyak \| \| \| \| \| \| langues athapascanes \| \| \| \| |
|  |                                                               |
|  | eyak                                                          |
|  |                                                               |
|  | langues athapascanes                                          |
|  |                                                               |

|  | eyak                 |
|  |                      |
|  | langues athapascanes |
|  |                      |

## Paires de mots navajo-ket
Ci-dessous un tableau de paires de mots en navajo et en ket.
Note : En navajo les noms inaliénables (en) prennent le préfixe a-, qui signifie « de quelqu'un ».
| Sens    | Ket  | Ket Cyrillic | Navajo  | Source                |
| ------- | ---- | ------------ | ------- | --------------------- |
| pierre  | təˀs | ты’сь        | tsé     | cf. Vajda 2010, p. 83 |
| pied    | kiˀs | ки’сь        | (a)keeʼ | cf. Vajda 2010, p. 88 |
| vieux   | sīn  | синьсь       | sání    | cf. Vajda 2010, p. 84 |
| serpent | tìɣ  | тиг, тих     | tłʼiish | cf. Vajda 2010, p. 93 |